# 新西伯利亚站
新西伯利亚站（羅馬化：Stantsia Novosibirsk-Glavny）位于新西伯利亚州首府新西伯利亚，是新西伯利亚的主要铁路客运站，距莫斯科雅罗斯拉夫尔站3336公里。本站1894年投入使用。
附近有新西伯利亚地铁捷尔任斯克线（2号线）的加林·米哈伊洛夫斯基广场站。

## 路线
- 西伯利亚铁路
- 土西铁路

## 列车
- 1（2）次列车（俄罗斯号）：莫斯科 - 海参崴
- 3（4）次列车：莫斯科 - 北京
- 5（6）次列车：莫斯科 - 乌兰巴托
- 7（8）次列车：新西伯利亚 - 海参崴
- 13（14）次列车（新库兹涅茨克号）：新库兹涅茨克 - 圣彼得堡
- 19（20）次列车（东方号）：莫斯科 - 北京
- 29（30）次列车（库兹巴斯号）：莫斯科 - 克麦罗沃
- 37（38）次列车（托米奇号）：莫斯科 - 托木斯克
- 55（56）次列车（叶尼塞号）：莫斯科 - 克拉斯诺亚尔斯克
- 57（58）次列车：伊尔库茨克 - 基斯洛沃茨克
- 59（60）次列车：新库兹涅茨克 - 基斯洛沃茨克
- 63（64）次列车：新西伯利亚 - 明斯克
- 67（68）次列车（萨彦号）：莫斯科 - 阿巴坎
- 69（70）次列车：莫斯科 - 赤塔
- 75（76）次列车：莫斯科 - 涅留恩格里
- 77（78）次列车：新西伯利亚 - 涅留恩格里
- 81（82）次列车：莫斯科 - 乌兰乌德
- 85（86）次列车：新西伯利亚 - 克拉斯诺亚尔斯克
- 87（88）次列车（额尔齐斯号）：鄂木斯克 - 新西伯利亚
- 91（92）次列车：莫斯科 - 北贝加尔斯克
- 97（98）次列车：基斯洛沃茨克 - 滕达
- 103（104）次列车：新西伯利亚 - 布列斯特
- 117（118）次列车：莫斯科 - 新库兹涅茨克
- 123（124）次列车：别尔哥罗德 - 新西伯利亚
- 125（126）次列车：新西伯利亚 - 新乌连戈伊
- 127（128）次列车：索契 - 克拉斯诺亚尔斯克
- 129（130）次列车：克拉斯诺亚尔斯克 - 阿纳帕
- 133（134）次列车：阿纳帕 - 托木斯克
- 139（140）次列车：索契 - 新库兹涅茨克
- 141（142）次列车：新西伯利亚 - 托木斯克
- 143（144）次列车：新西伯利亚 - 托木斯克
- 147（148）次列车：鄂木斯克 - 新西伯利亚
- 301（302）次列车：新西伯利亚 - 阿拉木图
- 369（370）次列车：新西伯利亚 - 塔什干
- 391（392）次列车：列宁诺戈尔斯克 - 托木斯克
- 601（602）次列车：比斯克 - 新西伯利亚
- 603（604）次列车：Кулунда - 新西伯利亚
- 627（628）次列车：Кулунда - 新西伯利亚
- 847（848）次列车：新库兹涅茨克 - 新西伯利亚